# 8131 Скенлон
8131 Скенлон (8131 Scanlon) — астероїд головного поясу, відкритий 27 вересня 1976 року.
Тіссеранів параметр щодо Юпітера — 3,392.